# Гайнріх Гілтль
Гайнріх Гілтль (нім. Heinrich Hiltl; нар. 8 жовтня 1910, Відень, Австро-Угорщина — пом. 25 листопада 1982) — австрійський футболіст, нападник. Виступав за національні збірні Австрії й Франції.

## Спортивна кар'єра
З п'ятнадцяти років захищав кольори віденського клубу «Брігіттенауер». У дебютному сезоні команда перемогла в другому дивізіоні. Наступний став найкращим в історії клубу — друге місце в першості Віденської футбольної ліги. Але внесок Гайнріха Гілтля був мінімальним — зіграв лише в одному матчі проти «Вінер АК» (нічия 1:1). Лише в чемпіонаті 1928/29 став повноцінним гравцем основного складу, однак «Брігіттенауер» посів останнє місце і вилетів до другого дивізіону.
Наступні чотири з половиною роки — гравець «Вінер АК». Другий бомбардир чемпіонату 1930/31 — 19 забитих м'ячів (попереду Антон Шалль — 25 голів). Третій бомбардир чемпіонату 1932/33 — 19 забитих м'ячів (більше забивали Антон Шалль і Франц Біндер).
Протягом двох сезонів команда вдало виступала в кубкових турнірах. Кубок Австрії 1930/31 проводився за експериментальною формулою — по круговій схемі в один тур. Як виявилося потім, вирішальною стала перемога в першому турі над «Аустрією», яка дала змогу обійти конкурентів на одне очко і піднятися на першу сходинку в підсумковій таблиці. Пара форвардів Гайнріх Гілтль — Гайнріх Мюллер забила в дев'яти матчах турніру 20 м'ячів.
Влітку «Вінер АК» стартував у розіграші кубка Мітропи. На першому етапі австрійці впевнено переграли угорську «Хунгарію». Набагато складнішим виявився півфінал з празькою «Спартою», де для виявлення переможця довелося призначати додатковий матч. Гайнріх Гілтль відзначився хет-триком у другій грі 1/2 фіналу. До фіналу вийшли чемпіон і володар кубка Австрії, але головний трофей отримали суперники з клубу «Фірст Вієнна», які здобули перемоги в обох поєдинках. Гайнріх Гілтль в семи матчах забив сім м'ячів і став найрезультативнішим гравцем турніру.
Вдало команда стартувала і в наступному кубку Австрії. Зірковим для Гілтля став півфінал, де він забив чотири голи у ворота «Вінер Шпорт-Клубу». А от вдруге постіль здобути кубок не вдалося: на шість голів нападників «Адміри» «Вінер АК» відповів лише одним.
12 квітня 1931 року, провів єдиний матч у складі збірної Австрії проти команди Чехословаччини. Гра завершилася перемогою господарів з рахунком 2:1 — у ворота Франтішека Планічки забивали Вальтер Науш і Йоганн Хорват, у гостей відзначився Йозеф Сильний. Це був матч другого розіграшу кубка Швегли, в якому австрійці здобули перемогу.
Трохи раніше дебютував у збірній Відня. У березні 1930 року став на 82-й хвилині автором переможного голу у ворота збірної Праги (2:1). У травні 1931 року був учасником матчів у Німеччині, де збірна Відня перемогла збірну Кельну (6:1, два голи Гілтля) і Дуйсбургу (6:2, один гол на рахунку Гайнріха). Ще два голи Гілтль забив під час розгрому збірної Будапешта (6:0) у жовтні 1932 року. Того ж року забив у ворота збірної Південної Німеччини (3:3). У 1933 році у складі збірної Відня був учасником двох матчів проти збірної Праги (0:2 і 4:0), а також гри проти Парижу (4:1, відзначився голом). Таким чином на його рахунку 8 міжнародних матчів у складі збірної Відня і вісім голів.
Після феєричної перемоги «вундертіму» у лютому 1933 року над господарями «Парк де Пренсу», зросла зацікавленість керівників французьких клубів у послугах австрійських футболістів. Відразу після матчу, контракт з паризьким «Расінгом» оформив одноклубник Рудольф Гіден, а Гайнріх Гілтль став гравцем «Ексельсіора» з Рубе у січні наступного року. Найкращий бомбардир клубу в елітній лізі — 83 забитих м'ячі. В сезонах 1936/37 і 1938/39 входив до списку найрезультативніших гравців чемпіонату — 22 і 19 голів відповідно.
1939 року отримав французьке громадянство і на один сезон перейшов до столичного «Расінга». У роки німецької окупації проводився лише кубок, а також різноманітні регіональні турніри. Команда з Парижу перемогла всіх суперників і втретє в своїй історії здобула кубковий трофей.
21 січня 1940 року відбувся товариський матч між збірноми Франції і Португалії. В основі господарів поля вийшло шість гравців «Расінгу», в тому числі троє австрійців — Рудольф Гіден, Огюст Жордан і Гайнріх Гілтль. Французькі футболісти перемогли з мінімальним рахунком — 3:2. Вдруге отримав виклик від тренера головної команди країни Гастона Барро на гру з бельгійцями, у грудні 1944 року. На «Парк де Пренс» була здобута перемога з рахунком 3:1.
У 1945 році команди з Рубе і сусіднього Туркуена об'єдналися в один клуб — «Рубе-Туркуен». У першому повоєнному чемпіонаті новостворений колектив посів третє місце, а наступного сезону здобув титул чемпіона Франції. Гайнріх Гілтль забив 25 із 71 голів команди (35 відсотків). Через рік завершив кар'єру футболіста. Входить до списку найвлучніших гравців в історії Ліги 1 — 133 забитих м'ячі (29 місце). За 23 роки виступів на футбольних полях провів 421 офіційний матч, 268 голів.

## Досягнення
- Чемпіон Франції (1): 1947
- Володар кубка Франції (1): 1940
- Володар кубка Австрії (1): 1931
- Фіналіст кубка Австрії (1): 1932
- Фіналіст кубка Мітропи (1): 1931
- Найкращий бомбардир кубка Мітропи (1): 1931

## Статистика

### Статистика клубних виступів
| Сезон             | Команда           | Чемпіонат         | Чемпіонат | Чемпіонат | Кубок | Кубок | Кубок Мітропи | Кубок Мітропи |
| Сезон             | Команда           | Ліга              | Ігри      | Голи      | Ігри  | Голи  | Ігри          | Голи          |
| ----------------- | ----------------- | ----------------- | --------- | --------- | ----- | ----- | ------------- | ------------- |
| 1926/27           | «Брігіттенауер»   | Д-1               | 1         | 0         | —     | —     | —             | —             |
| 1927/28           | «Брігіттенауер»   | Д-1               | 2         | 0         | —     | —     | —             | —             |
| 1928/29           | «Брігіттенауер»   | Д-1               | 11        | 5         | 1     | 0     | —             | —             |
| 1929/30           | «Вінер АК»        | Д-1               | 20        | 11        | 5     | 9     | —             | —             |
| 1930/31           | «Вінер АК»        | Д-1               | 16        | 19        | 9     | 10    | —             | —             |
| 1931/32           | «Вінер АК»        | Д-1               | 19        | 11        | 6     | 7     | 7             | 7             |
| 1932/33           | «Вінер АК»        | Д-1               | 22        | 19        | 3     | 5     | —             | —             |
| 1933/34           | «Вінер АК»        | Д-1               | 10        | 11        | —     | —     | —             | —             |
| Усього в Австрії  | Усього в Австрії  | Усього в Австрії  | 101       | 76        | 24    | 29    | 7             | 7             |
| 1933/34           | «Ексельсіор»      | Д-1               | 10        | 7         | —     | —     | —             | —             |
| 1934/35           | «Ексельсіор»      | Д-1               | 28        | 10        | 3     | 3     | —             | —             |
| 1935/36           | «Ексельсіор»      | Д-1               | 29        | 15        | 4     | 2     | —             | —             |
| 1936/37           | «Ексельсіор»      | Д-1               | 29        | 22        | 4     | 2     | —             | —             |
| 1937/38           | «Ексельсіор»      | Д-1               | 27        | 10        | 3     | 1     | —             | —             |
| 1938/39           | «Ексельсіор»      | Д-1               | 30        | 19        | 3     | 2     | —             | —             |
| 1939/40           | «Расінг» (Париж)  | —                 | —         | —         | 6     | 7     | —             | —             |
| 1942/43           | «Ексельсіор»      | —                 | —         | —         | 3     | 2     | —             | —             |
| 1943/44           | «Ексельсіор»      | —                 | —         | —         | 1     | 0     | —             | —             |
| 1944/45           | «Ексельсіор»      | —                 | —         | —         | 2     | 1     | —             | —             |
| 1945/46           | «Рубе-Туркуен»    | Д-1               | 34        | 17        | 1     | 1     | —             | —             |
| 1946/47           | «Рубе-Туркуен»    | Д-1               | 36        | 25        | 3     | 1     | —             | —             |
| 1947/48           | «Рубе-Туркуен»    | Д-1               | 27        | 8         | 3     | 1     | —             | —             |
| Усього у Франції  | Усього у Франції  | Усього у Франції  | 250       | 133       | 36    | 23    | —             | —             |
| Усього за кар'єру | Усього за кар'єру | Усього за кар'єру | 351       | 209       | 60    | 52    | 7             | 7             |

### Статистика виступів у збірних
| №1 12 квітня 1931 |

| Австрія             | 2 — 1 | Чехословаччина |
| ------------------- | ----- | -------------- |
| Науш 37' Хорват 42' | Звіт  | Сильний 38'    |

| Відень Глядачів: 42 000 |

Австрія: Рудольф Гіден, Роман Шрамзайс, Йозеф Блюм (), Йоганн Мокк, Леопольд Гофманн, Карл Галль, Ігнац Зігль, Вальтер Науш, Гайнріх Гілтль, Йоганн Вальцгофер, Йоганн Хорват. Тренер — Гуго Майзль.
Чехословаччина: Франтішек Планічка, Ладислав Женишек, Ярослав Кучера, Антонін Водічка, Адольф Шимперський, Франтішек Тирпекл, Франтішек Юнек, Франтішек Свобода (), Карл Кангаузер, Йозеф Сильний, Карел Гейма. Тренер — Йозеф Фанта.
| №2 28 січня 1940 |

| Франція                      | 3 — 2 | Португалія        |
| ---------------------------- | ----- | ----------------- |
| Ессерер 17' Кораньї 23', 75' | Звіт  | Пейротеу 83', 85' |

| «Парк де Пренс» (Париж) Глядачів: 18 083 |

Франція: Рудольф Гіден, Жуль Вандорен, Етьєн Маттле (), Франсуа Бурботт, Огюст Жордан, Рауль Дьянь, Роже Куртуа, Гайнріх Гілтль, Дезіре Кораньї, Оскар Ессерер, Еміль Венант. Тренер — Гастон Барро.
Портігалія: Жуан Азеведо, Жозе Сімоеш, Гаспар Пінту (), Амару, Карлуш Перейра, Шіку, Морау, Альберту Гоміш, Фернанду Пейротеу, Арманду Феррейра, Жуан Круз. Тренер — Кандіду де Олівейра.
| №3 24 грудня 1944 |

| Франція                          | 3 — 1 | Бельгія      |
| -------------------------------- | ----- | ------------ |
| Сімоньї 38' Арнодо 42' Астон 79' | Звіт  | Де Ваель 83' |

| «Парк де Пренс» (Париж) Глядачів: 24 095 |

Франція: Альфред Дамбах, Андре Фрей, Жан Святек, Жан Баратт, Жуль Біжо, Жан Бастьєн, Фелікс Піронті, Гайнріх Гілтль, Альфред Астон (), Андре Шимоні, Арні Арнодо. Тренер — Гастон Барро.
Бельгія: Анрі Мєр, Робер Жерар, Жозеф Паннай, Антуан Путтаер, Марсель Веркаммен, Жан ван Альфен (), Франсуа Де Ваель, Дезіре Ван Ден Оденорде, Фернан Вюссуре, Нан Буйле. Тренер — Франсуа Демоль.

### Статистика виступів у кубку Мітропи
| №                      | Розіграш               | Стадія                 | Дата та місце проведення | Команда 1              | Рахунок | Команда 2      | Голи        |
| ---------------------- | ---------------------- | ---------------------- | ------------------------ | ---------------------- | ------- | -------------- | ----------- |
| 1                      | 1931                   | 1/4                    | 13.08.1931 Будапешт      | Хунгарія               | 1:5     | ВАК            | 51' 85'     |
| 2                      | 1931                   | 1/4                    | 19.08.1931 Відень        | ВАК                    | 1:3     | Хунгарія       |             |
| 3                      | 1931                   | 1/2                    | 10.09.1931 Відень        | ВАК                    | 2:3     | Спарта (Прага) | 45'         |
| 4                      | 1931                   | 1/2                    | 17.09.1931 Будапешт      | Спарта (Прага)         | 3:4     | ВАК            | 50' 54' 87' |
| 5                      | 1931                   | 1/2 перегравання       | 7.10.1931 Будапешт       | Спарта (Прага)         | 0:2     | ВАК            | 50'         |
| 6                      | 1931                   | фінал                  | 8.11.1931 Цюрих          | Ферст Вієнна           | 3:2     | ВАК            |             |
| 7                      | 1931                   | фінал                  | 12.11.1931 Відень        | ВАК                    | 1:2     | Ферст Вієнна   |             |
| Всього у кубку Мітропи | Всього у кубку Мітропи | Всього у кубку Мітропи | Всього у кубку Мітропи   | Всього у кубку Мітропи | 7       |                | 7           |